# 2002 XP114
2002 XP114, também escrito como 2002 XP114, é um objeto transnetuniano que está localizado no Cinturão de Kuiper, uma região do Sistema Solar. Este corpo celeste é classificado como um provável plutino, pois, o mesmo está em uma ressonância orbital de 2:3 com o planeta Netuno. Ele possui uma magnitude absoluta de 7,6 e tem um diâmetro estimado com 80 km.

## Descoberta
2002 XP114 foi descoberto no dia 4 de dezembro de 2002.

## Órbita
A órbita de 2002 XP114 tem uma excentricidade de 0,225 e possui um semieixo maior de 39,522 UA. O seu periélio leva o mesmo a uma distância de 30,618 UA em relação ao Sol e seu afélio a 48,426 UA.